# جورج ملت
جورج ملت (انگلیسی: George Mallet; زاده ۲۴ ژوئیهٔ ۱۹۲۳ – درگذشته ۲۰ اکتبر ۲۰۱۰) سیاست‌مدار اهل سنت لوسیا بود. وی از ۱ ژوئن ۱۹۹۶ تا ۱۷ سپتامبر ۱۹۹۷ فرماندار کل سنت لوسیا بود.
جورج ملت در ۲۰ اکتبر ۲۰۱۰، بعد از یک دوره طولانی نبرد با بیماری سرطان در سن ۸۷ سالگی درگذشت.